# Mateo Garralda
Mateo Garralda Larrumbe (Burlada, 1. prosinca 1969.) je španjolski rukometaš. Igra na poziciji desnog vanjskog napadača. Španjolski je reprezentativac.  Trenutačno igra za danski klub KIF Kolding. Još je igrao za Burladu, Granollers, Teku Cantabriju, Barcelonu, Portland San Antonio, i Ademar Leon.
Osvajač je brončane medalje na OI u Atlanti 1996., Olimpijskim igrama u Sydneyu 2000., EP 2000., zlata na svjetskom prvenstvu 2005., srebra na europskom prvenstvu 1996., 1998. i 2006. Rekorder je po broju danih golova u španjolskoj Ligi ASOBAL. Osvajač je brojnih europskih klupskih naslova.

## Vanjske poveznice
- Spielerprofil auf kif.dk[neaktivna poveznica]
- Europapokalstatistik Mateo Garralda